# Georgij Samojlovič Isserson
Georgij Samojlovič Isserson (in russo Георгий Самойлович Иссерсон?; Kaunas, 16 giugno 1899 – Mosca, 27 aprile 1976) è stato un generale sovietico, che insieme ai generali Vladimir Kiriakovič Triandafillov e Nikolaj Efimovič Varfolomeev fu tra i principali collaboratori del Maresciallo dell'Unione Sovietica Michail Nikolaevič Tuchačevskij, nell'opera di riorganizzazione e modernizzazione dell'Armata Rossa avviata negli anni trenta del XX secolo. Tale modernizzazione atta a superare il concetto di guerra di trincea, o statica, diede vita ai progetti di "battaglia in profondità" (glubokij boj) e di "operazione in profondità" (glubokaja operacija). Queste elaborazioni teoriche e la relativa progettazione e produzione di armamenti idonei posero nella metà degli anni Trenta la dottrina militare sovietica all'avanguardia nel mondo.

## Biografia
Nacque a Kaunas, in Lituania, il 16 giugno 1899 figlio di Isser-Samuil Ėl'jaševič Isserson. A partire dal 1916 frequentò la facoltà di legge dell'università di Pietrogrado, e nel 1917 fu arruolato nell'esercito imperiale iniziando a frequentare la scuola allievi ufficiali. La firma del trattato di Brest-Litovsk (3 marzo 1918) sancì la definitiva uscita della Russia dalla guerra, ed egli iniziò a lavorare come segretario presso la sede dell'Unione degli scrittori a Pietrogrado.  Nell'estate di quell'anno si arruolò nell'Armata rossa sovietica, e nel 1919 entrò nel partito comunista bolscevico.
Tra il 1918 e il 1921, prestò servizio nel dipartimento politico della 6ª Armata in qualità di commissario militare del 159º Reggimento fanteria, e poi di assistente al comandante del 154º Reggimento fanteria.
Nel 1921 iniziò a frequentare l'Accademia militare dello Stato maggiore dell'Armata Rossa, diplomandosi nel 1924. Mentre frequentava i corsi all'accademia, tra il 3 marzo 1923 e il febbraio 1924 fu a capo del dipartimento di "intelligence" del Quartier generale del fronte occidentale. Nel 1925 fu messo a capo del dipartimento operativo presso il Quartier generale del distretto militare di Leningrado. Tra il 1927 e il 1930 ricoprì l'incarico di Capo di stato maggiore del 10º Corpo d'armata fucilieri. 
Dal 1929 ricoprì l'incarico di insegnante aggiunto (1930-1931), e poi titolare (1931-1932) presso l'Accademia militare . Fu stretto collaboratore del Maresciallo dell'Unione Sovietica Michail Nikolaevič Tuchačevskij, principale teorico militare sovietico e protagonista di una vasta opera di riorganizzazione e modernizzazione dell'Armata Rossa. Insieme a lui, e ai generali Vladimir Kiriakovič Triandafillov e Nikolaj Efimovič Varfolomeev, il maresciallo promosse una nuova concezione delle operazioni militari che, partendo dalle esperienze della prima guerra mondiale e della guerra civile russa, permettesse di velocizzare le operazioni e di superare la statica e logorante guerra d'attrito.
Tra il 1933 e il 1936 ricoprì l'incarico di comandante del 4ª Divisione fanteria del 5º Corpo d'armata fucilieri appartenente al distretto militare bielorusso, venendo promosso al grado di generale di brigata il 26 novembre 1935. Nel 1936 divenne vicecapo della 1ª Divisione dello Stato maggiore dell'Armata rossa, e diede alle stampe l'opera L'evoluzione dell'arte operazionale. In tale testo delineava l'esigenza di superare le precedenti strategie di impiego truppe basate su strategie lineari divergenti e convergenti a favore di operazioni da svilupparsi in profondità tramite l'uso di forze scaglionate e diversificate come compiti in grado di proseguire l'offensiva man mano che si superavano le linee nemiche. Tra il 1936 e il 1937 fu capo del dipartimento delle operazioni militari dell'Accademia militare dello Stato maggiore 
Sopravvissuto alle purghe staliniane, tra il 17 e il 30 dicembre 1939 fu Capo di stato maggiore della 7ª Armata, impegnata sul fronte finlandese, venendo promosso generale di divisione il 9 dicembre. Il 12 gennaio 1940 fu degradato a colonnello, e tra il rimanente periodo di quell'anno e il 1941 fu posto a disposizione dell'NPO URSS come vicecapo della 1ª sezione.
Venne arrestato il 7 giugno 1941 su disposizione del Tribunale militare del Distretto militare del Volga. Il 21 gennaio 1942 fu condannato a morte con l'accusa di aver partecipato a una cospirazione militare durante il corso della guerra sovietico-finlandese. Il 10 marzo 1942 il Collegio militare della Corte suprema dell'URSS gli commutò la sentenza in dieci anni di reclusione in un campo di lavoro, che scontò nell'istituto penale di Karaganda. Una volta scarcerato fu mandato in esilio nel territorio di Krasnojarsk, in Siberia, dove lavorò come meccanico motorista in una stazione di pompaggio. Dopo la morte di Stalin venne pienamente riabilitato il 6 gennaio 1955, e rilasciato il 14 luglio dello stesso anno, venendo reintegrato nel rango di generale di divisione. In seguitò lavorò come libero professionista presso il comitato editoriale della rivista militare Военная мысль. 
Si spense a Mosca il 27 aprile 1976, e la salma venne tumulata nel cimitero di Novodevičij.

## Pubblicazioni
- The Evolution of Operational Art, Combat Studies Institute Press, Fort Leawenworth (Kansas), 2013.[N 2]

### Annotazioni
1. ↑  Tale dipartimento nel 1937 fu riorganizzato nel nuovo dipartimento di arte operativa.
2. ↑  Opera tradotta in lingua inglese da Bruce W. Menning.

### Fonti
1. 1 2 3 4  Menning 2013, p. XIII.
2. 1 2 3  Glantz, House 2015, pp. 25-30.
3. 1 2 3 4 5 6 7 8  Generals.